# اچ‌ام‌اس پلوروس (۱۸۹۶)
اچ‌ام‌اس پلوروس (۱۸۹۶) (به انگلیسی: HMS Pelorus (1896)) یک کشتی بود که طول آن ۳۱۳ فوت ۶ اینچ (۹۵٫۵۵ متر) بود. این کشتی در سال ۱۸۹۶ ساخته شد.